# Júlia Cornèlia Paula
Júlia Cornèlia Paula (llatí: Julia Cornelia Paula) va ser una dama romana que va viure al segle iii i que havia nascut a Síria. El seu pare, Juli Corneli Paulus, havia estat prefecte de la guàrdia pretoriana. Formava part de la gens Cornèlia.
L'any 219, Júlia Mesa, la germana gran de l'emperadriu Júlia Domna, havia arreglat el matrimoni entre Júlia Cornèlia Paula i el seu net, l'emperador Elagàbal. El seu casament es va celebrar amb gran pompa a Roma l'any 219 quan Elagàbal va tornar d'Àsia. Júlia va obtenir el títol d'Augusta.
A l'any següent l'emperador i Paula es van divorciar, i ella va ser privada del títol d'Augusta. La causa del divorci i la seva vida posterior són desconeguts. Elagàbal, en divorciar-se, es va casar amb la verge vestal Aquília Severa, cosa que va provocar gran escàndol a la ciutat.